# 烏克蘭港口列表
以下是乌克兰港口列表。

烏克蘭地圖

乌克兰在黑海和亞速海沿岸国家中擁有最强大的港口潜力。乌克兰沿海共有18个港口。

## 港口
乌克兰的所有港口均由乌克兰海港管理局管理。2022年，由于俄罗斯的全面入侵和俄罗斯海军封锁黑海，烏克蘭的港口中的大多数实际上已关闭国际船舶交通。在联合国的斡旋下，俄烏兩國簽署黑海谷物倡议，其中協議可以開放敖德薩、切尔诺莫斯克和皮夫登内合共三個港口，有助于將烏克蘭穀物和氨（用于化肥）出口至世界各地，已解決糧食危機。

### 多瑙河
- 伊茲梅爾港
- 雷尼商港（英语：Reni Commercial Seaport）
- 乌斯特多瑙港（英语：Port of Ust-Danube）

### 黑海
- 赫爾松港
- 塞瓦斯托波爾港（已關閉）
- 斯卡多夫斯克港（英语：Port of Skadovsk）

#### 克里米亚
- 阿卢什塔港（英语：Port of Alushta）
- 费奥多西亚港（英语：Port of Feodosiya）（已关闭）
- 雅尔塔港（英语：Port of Yalta）（已关闭）
- 叶夫帕托里亚港（英语：Port of Yevpatoriya）（已关闭）

#### 尼古拉耶夫（梅科萊夫）
- 第聂伯河-布格商港（英语：Dnieper-Bug Sea Commercial Port）
- 尼古拉耶夫河港（英语：Mykolaiv River Port）
- 尼古拉耶夫港
- 尼卡-特拉港（英语：Sea Specialized Port Nika-Tera）
- 奥利维亚港（英语：Specialized Seaport Olivia）[5] [6]

#### 敖德萨
- 別爾哥羅德-德涅斯特羅夫斯基
- 喬爾諾莫爾斯克港（英语：Port of Chornomorsk）
- 伊茲梅爾港
- 敖德薩港
- 皮夫登内港（英语：Pivdennyi Port）
- 基利亚港（英语：Port of Kiliya）

### 亞速海
- 別爾江斯克港
- 刻赤科梅什-布伦港（英语：Kerch Seaport Komysh-Burun）
- 马里乌波尔港

### 漁港
- 刻赤渔港（英语：Kerch Fishing Port）
- 塞瓦斯托波尔渔港（英语：Sevastopol Sea Fishing Port）

## 河港
- 切尔卡瑟河港
- 切尔尼戈夫河港
- 第聂普里亚内河港
- 第聂伯罗彼得罗夫斯克河港
- 卡缅斯科河港[7]
- 赫尔松河港
- 克列缅丘克河港
- 基辅河港
- 尼古拉耶夫河港
- 尼科波尔河港[8]
- 新卡霍夫卡河港
- 佩列亚斯拉夫河港
- 勒日什奇夫河港[9]
- 扎波罗热河港